# شهلول (مجلة)
مجلة شهلول هي مجلة تونسية شهرية تصدرها لجنة التنسيق الحربي لتونس والأحواز، عن الاتحاد الجهوي للشباب. صدر العدد الأول منها في يناير 1968م، وتُصدر للأطفال من 8 إلى 16 سنة. عنوانها: 8 نهج الدبدابة تونس.
الأبواب الرئيسية في المجلة هي قصص الإستربس وبها شخصيات عربية الرسم والتأليف. هناك هدايا توزع مع المجلة وتنشر المجلة كوبوناً للمسابقة، عدد صفحات الكرتون في المجلة 11 صفحة من بين 16 صفحة ملونة ذات قطع 17×24 سم، والقليل منها أبيض وأسود. تخلو المجلة من القصص القصيرة ورسوم الأصدقاء أو مساهماتهم، وليس هناك فهرس أو إعلانات، سعر العدد الرابع الصادر في أبريل عام 1968م مُيلم تونسي، وليس هناك إشارات إلى موواد العدد على الغلاف.

## الأبواب
- كن مصوراً
- هيا نلعب: ويتضمن «العب مع الأشبال» و«غراسة الأشجار» و«أعواد الكبريت».
- ذكاء جحا
- التسالي: وفيه تسالي تلوين تفرض فيها المجلة نوع الألوان التي ينبغي استعمالها.
- الشخصيات
- دبدوب
- شهلول: طفل في العاشرة يُغامر مع صديقه حاتم وسط البحر.
- قطيط
- ألفة وأليفة
- بطبوط

## فريق العمل
- المدير: الحبيب ترفال
- رئيس التحرير: عبد الحميد القستطيني